# Massacre à Amman
Massacre à Amman est le 23e roman de la série SAS, écrit par Gérard de Villiers et publié en juin 1971 dans la collection Plon (Presses de la Cité). Comme tous les SAS parus au cours des années 1970, le roman a été édité lors de sa publication en France à 250 000 exemplaires.
L'action se déroule fin 1970 ou début 1971 à Amman. Le récit commence quelques mois après les événements de « Septembre noir ». La tension entre les bédouins jordaniens et les fedayins palestiniens est extrême. Le trône du roi Hussein de Jordanie est vacillant…

## Publications et notoriété du roman
Dans le numéro de juillet-août 2014 de la Revue des Deux Mondes dont le titre est « G. de Villiers : enquête sur un phénomène français », il est précisé sous la plume de Serge Brussolo, en page 79 de la revue, que « (…) à la fin des années 1960, la vente moyenne d'un SAS tournait autour des 250 000 exemplaires. Gérard de Villiers en écrivait quatre par an. Ce à quoi s'ajoutaient les rééditions continuelles des anciens titres. Au bas mot, plus d'un million de volumes vendus chaque année à un public englobant des couches socioprofessionnelles allant de l'ouvrier métallurgiste au cadre supérieur. Aujourd'hui, en ces temps de grande misère éditoriale, de tels chiffres font rêver. »
Dans son essai consacré à la biographie de Gérard de Villiers et aux romans de la série SAS, Benoît Franquebalme indique le succès grandissant des romans dans le public.
Ainsi dès 1967, les ventes sont de 100 000 exemplaires par tome (soit 400 000 exemplaires par an).
À partir de 1976 et dans les années qui suivent, les romans sont tirés à 550 000 exemplaires le premier jour de la parution.

## Personnages principaux

### Américains et alliés
- Malko Linge : héros du roman, Autrichien, agent contractuel de la CIA.
- Terence Ziros : chef de l'antenne de la CIA en Jordanie.
- Arthur Baker : agent de la DIA en Grèce (rôle secondaire).
- Sophia Nazzal dite « la Lionne » : Milanaise mariée avec un médecin jordanien ; agent contractuel de la CIA.

### Jordaniens
- Colonel Khamis Gorgour : d'origine Tcherkesse, chef du régiment de la Garde royale chargé de la protection du palais du roi Hussein.
- Wadi Karak : proche conseiller du roi Hussein.
- Fawzia Saleh : compagne de Wadi Karak.
- Cheikh Mafrak : bédouin qui participe aux recherches pour retrouver le roi.
- Colonel Hashim : militaire de la Garde présidentielle.
- Général Washfi Shaubak : chef des services secrets du royaume de Jordanie.
- Rachid Charm : Jordanien ayant passé plusieurs années aux États-Unis ; amant de Ratwa ; athée ; membres du commando dirigé par Ratwa.

### Palestiniens
- Ratwa : « pasionaria » jordanienne qui veut s'en prendre au roi Hussein.
- Ahmed, Mahmoud et Khaleb : membres du commando dirigé par Ratwa.

### Autres
- Carole Nel : Anglaise ; prostituée de luxe.
- Major Saadoun : agent des services secrets égyptiens.

## Résumé

### Début du roman
La CIA, qui soutient activement le roi Hussein de Jordanie, apprend par le major Saadoun, un militaire égyptien, qu'un coup d'État serait en préparation contre le roi et que le responsable se trouverait dans son entourage très proche. Mais le major Saadoun est assassiné au cyanure sans avoir pu révéler l'identité du traître et la date de l'opération (chapitre 1).
Très vite le lecteur apprend que le « traître » est le colonel Khamis Gorgour, chef du régiment de la Garde royale chargé de la protection du palais du roi Hussein. Il agit pour MI5. En effet le Royaume-Uni souhaite améliorer sa position économique (pétrole) en Jordanie, alors que le roi actuel affirme son indépendance face à l'ancienne puissance tutélaire. Le colonel Gorgour assassine au pistolet-mitrailleur Fawzia Saleh, la compagne de Wadi Karak, très proche conseiller du roi. Son but est de la remplacer dans le lit de Karak par une ex-prostituée payée par le MI-5, Carole Nel (chapitre 2).
Une semaine après ces événements, Malko est envoyé de toute urgence en Jordanie pour empêcher le coup d'État. Lors d'une soirée au cours il rencontre Terence Ziros, le chef de l'antenne de la CIA en Jordanie, il fait connaissance avec Sophia Nazzal, dite « la Lionne », une Milanaise mariée avec un médecin jordanien. Ziros lui apprend qu'elle est agent contratuel de la CIA (chapitre 3).
Malko contacte Carole Nel, qui couche avec Wadi Karak depuis quelques jours. Elle l'invite à boire un verre chez elle le soir. Il lui apprend l'assassinat de la femme qu'elle remplace (Fawzia). Carole est ébranlée par cette annonce et dit à Malko : « Ah les salauds ! », avant de lui ordonner de quitter les lieux. Intrigué par sa phrase, Malko se promet de creuser ce sujet (chapitre 4).

### Aventures
Le colonel Gorgour, qui a aperçu Carole Nel en compagnie de Malko, l'interroge. La jeune femme lui confie sa peur d'être liquidée comme Fawzia. Après l'avoir battue, menacée et lui avoir ordonné de ne plus voir Malko, il la relâche. Carole souhaite quitter au plus vite la Jordanie et tente d'envoyer un message de secours à Malko. Le colonel s'empare du courrier (chapitre 5).
Ratwa propose à Malko de le rencontrer pour lui dire des choses importantes. Le rendez-vous est fixé le soir dans un endroit désert. Malko s'y rend et est attaqué par quatre Palestiniens. Une traque a lieu : Malko parvient à s'en sortir. Pourquoi Ratwa lui-a-t-elle tendu un piège ? Le lecteur apprend que c'est le colonel Gorgour qui a manipulé Ratwa. Plus tard, quand Malko contacte Carole Nel, la jeune femme l'évite (chapitres 6 et 7).
Malko continue son enquête, sans rien trouver. Le colonel Gorgour le dénonce comme traître israélien. Malko est arrêté et incarcéré. Il est interrogé par un tortionnaire qui le menace de lui crever les yeux avec une aiguille. Malko ne doit la vie sauve et l'arrêt des tortures (et le sauvetage de ses yeux) que grâce à l'intervention de Terence Ziros, le chef de l'antenne de la CIA en Jordanie, et de Sophia Nazzal (« la Lionne »). Relâché, Malko continue prudemment son enquête, mais sans succès. Le colonel Gorgour passe à l'attaque et lance le coup d'État : il ordonne à Carole Nel de coucher avec Wadi Karak et il pénètre dans son domicile alors que Karak fait l'amour avec la jeune femme. Gorgour lui ordonne d'appeler le Palais royal et de dire au roi que son meilleur ami vient d'être assassiné. Pour donner plus de poids à ses propos, il étrangle Carole Nel. Dans la foulée, il égorge la jeune fille de Karak et menace de faire de même avec le fils aîné. Brisé, Karak appelle le Palais et fait ce qu'il lui est ordonné. Le roi a cru les propos de son conseiller et a pris précipitamment place dans sa voiture blindé. En cours de route, son convoi est attaqué par un commando palestinien dirigé par Ratwa, laquelle est manipulée par Gorgour. Ce dernier ne voulait qu'appliquer les ordres du MI-5 et « punir » le roi de ses faiblesses face aux Israéliens et aux États-Unis. Considéré comme « vendu aux Sionistes » et comme « mauvais Arabe », Gorgour n'a aucune tendresse pour ce roi qu'il méprise. Mais il n'avait pas prévu que Ratwa se laisserait convaincre par Rachid Charm d'enlever le roi au lieu de le tuer, le but étant de discréditer le souverain hachémite et de l'inciter à se montrer plus ferme face aux Israéliens. Rachid Charm, tireur d'élite, est tué par la Garde présidentielle ; le roi Hussein est enlevé par Ratwa et son commando (chapitres 8 à 15). 
Wadi Karak parvient à s'enfuir de son domicile, tout en étant grièvement blessé par balle par Gorgour. Il a néanmoins le temps de révéler la traîtrise du colonel Gorgour. Durant 24 heures, le commando qui a enlevé le roi est introuvable. Ratwa et ses compagnons se sont réfugiés hors d'Amman, dans la crypte d'un cimetière musulman. Retrouvés grâce à une intuition géniale de Malko, puis encerclés par les militaires jordaniens, ils négocient leur départ. Pendant ce temps le colonel Khamis Gorgouu suit le groupe palestinien et franchit sans difficultés les barrages policiers. Le général Washfi Shaubak accepte certaines conditions des fedayins. Ces derniers s'enfuient avec le roi et partent avec un véhicule puissant, avec de l'eau, de la nourriture et de l'essence (chapitres 16 à 18).

### Dénouement et fin du roman
Ratwa et son commando se réfugient dans le désert, dans la forteresse d'El Kharana, à l'est d'Amman. Encerclés par les Jordaniens, les Palestiniens montent le niveau de leurs exigences. Se faisant passer pour un bédouin, Malko pénètre dans le château médiéval. Gorgour y pénètre aussi. Un combat a lieu dans le château, au cours duquel Gorgour sauve la vie de Malko et tue Ratwa. Le roi Hussein est délivré (chapitres 19 à 21).
Gorgour est condamné à une mort affreuse : laissé dans le désert, les yeux énucléés, les paupières ont été cousues et des hannetons ont été placés dans les orbites. Ses hurlements de souffrance sont entendus de loin. Malko utilise un couteau précieux qui lui a été offert par le cheikh Mafrak et s'en sert pour abréger les souffrances de l'homme en lui plantant le couteau dans le cœur. En effet Malko, qui sait que Gorgoun a agi à la fois par idéologie et par ordre d'une puissance extérieure, a considéré que la punition infligée était excessive. Il parvient à se faire pardonner par le cheikh Mafrak et quitte en secret la Jordanie en passant par le Golfe d'Aqaba (chapitres 22 et 23).

## Autour du roman
La toute dernière page du roman affirme que : « Il y avait peu de chance qu'il remette jamais les pieds en Jordanie ».
Néanmoins Malko retournera en Jordanie 25 ans après, dans le cadre de la recherche des armes secrètes de Saddam Hussein. Le roman Massacre à Amman est ainsi évoqué dans La Résolution 687 (SAS no 121, 1996), chapitre II, p. 31 édition de 1996.